# Homaranismo

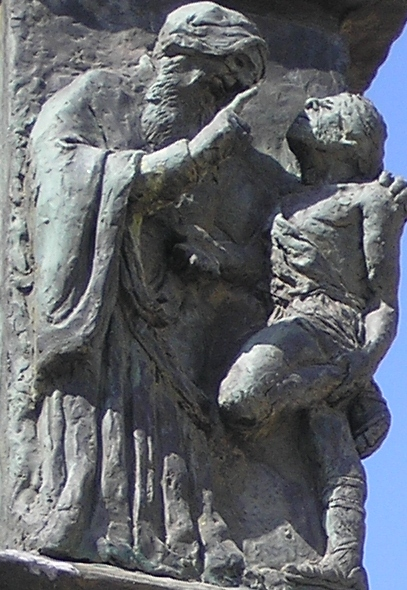
La enseñanza de Hilel. relieve de la Menorá de la Kneset, por Benno Elkan, 1956.

El homaranismo es el nombre que Ludwik Zamenhof dio a su interpretación de la doctrina religiosa y filosófica judía conocida como «hilelismo». Se trata de un pensamiento pacifista, humanitario y cosmopolita, que busca la unidad y el respeto entre todas las personas, sin importar su religión, cultura o nacionalidad.
Zamenhof explicó esta visión en su obra Deklaracio pri Homaranismo, donde promovió la convivencia armoniosa basada en la igualdad, la justicia y la fraternidad entre los pueblos
Con el nombre de homaranismo, Zamenhof buscaba eliminar los elementos específicamente judíos del hilelismo y hacer que la idea fuera lo más neutral posible. Su intención era crear un concepto universal, siguiendo el modelo de una lengua neutral (como el esperanto) y una religión humanista y neutral. Sin embargo, este segundo proyecto nunca logró un verdadero éxito ni una amplia adopción.

## Filosofía
Junto con el esperanto como lengua de intercomunicación, Zamenhof difundió la ideología cuasi-religiosa homaranismo (que significa aproximadamente, ismo o movimiento de la humanidad) del esperanto. Esta idea difundida con pasión se basa en un pensamiento liberal y humanista basada en los principios y enseñanzas del rabino Hilel el Sabio, por ejemplo en la idea de que la humanidad entera es una familia, que debe recuperar el camino hacia su identidad; o la idea de que todas las religiones del mundo tienen un origen común por lo que podrían hacerse converger.

## Esperanto y homaranismo
Según Zamenhof, el esperanto es sólo uno de los pilares del homaranismo, por el cual las personas de distintos pueblos, culturas y credos, se podrán acercar sin barreras lingüísticas. Sin embargo, a pesar de haber ideado el concepto en 1901, no lo publicará bajo su nombre auténtico (había publicado bajo seudónimo en varias revistas esperantistas de la época) hasta que abandona oficialmente la representación de los esperantistas y  dedica sus últimos años a difundir abiertamente esta especie de religión universal.
Algunos hablantes de esperanto ven interesante esta idea y la interpretan de diversas formas, pero por otro lado muchos hablantes no parecen capaces de sacar mucha inspiración del amor a la humanidad a la manera de Zamenhof. El esperanto no promociona ninguna religión en particular.